# Palača
Palača (serbiska: Палача) är en ort i Kroatien.   Den ligger i länet Baranja, i den östra delen av landet, 220 km öster om huvudstaden Zagreb. Palača ligger 82 meter över havet och antalet invånare är 241.
Terrängen runt Palača är mycket platt. Runt Palača är det ganska glesbefolkat, med 29 invånare per kvadratkilometer. Närmaste större samhälle är Osijek, 15,7 km norr om Palača. Trakten runt Palača består till största delen av jordbruksmark.